# Un altro uomo, un'altra donna
Un altro uomo, un'altra donna (Un autre homme, une autre chance) è un film del 1977 diretto da Claude Lelouch.

## Trama
Il film narra l'incontro di due persone in fuga dalla vita passata.
La trama riprende quella del precedente successo del regista, Un uomo, una donna, ma l'ambientazione è quella del selvaggio West.
Lui, David Williams, è un veterinario che ha visto morire la propria moglie, lasciata nella fattoria; lei, Jeanne Leroy, era partita dalla Francia, sua terra natia, e aveva aperto uno studio di fotografia con il marito, prima che questi morisse.

## Produzione
Il film venne girato a Tucson, nello Stato di Arizona.

## Distribuzione

### Data di uscita
Il film venne distribuito in molti paesi, fra cui:
- Francia, Un autre homme, une autre chance 28 settembre 1977
- Germania Ovest, Ein anderer Mann, eine andere Frau 28 ottobre 1977
- USA, Another Man, Another Chance 23 novembre 1977
- Finlandia, Uusi mies, uusi elämä 14 luglio 1978
- Ungheria, Egy másik férfi és egy másik nõ 26 giugno 1980

### Divieti
Subì alcuni divieti nella Germania Ovest e in Finlandia, in tale stato venne vietato ai minori di 16 anni.

## Critica
Ad un'ottima e sapiente regia, con spunti interessanti e innovativi di trama nell'incontro di due nazioni tanto diverse, non corrisponde la giusta tensione, ogni avvenimento viene preannunciato senza sorprese